# 14e cérémonie des Victoires de la musique
La 14e cérémonie des Victoires de la musique a lieu le 20 février 1999 à l'Olympia. Elle est présentée par Michel Drucker.

## Palmarès
Les gagnants sont indiqués ci-dessous en tête de chaque catégorie et en caractères gras.

### Artiste interprète masculin

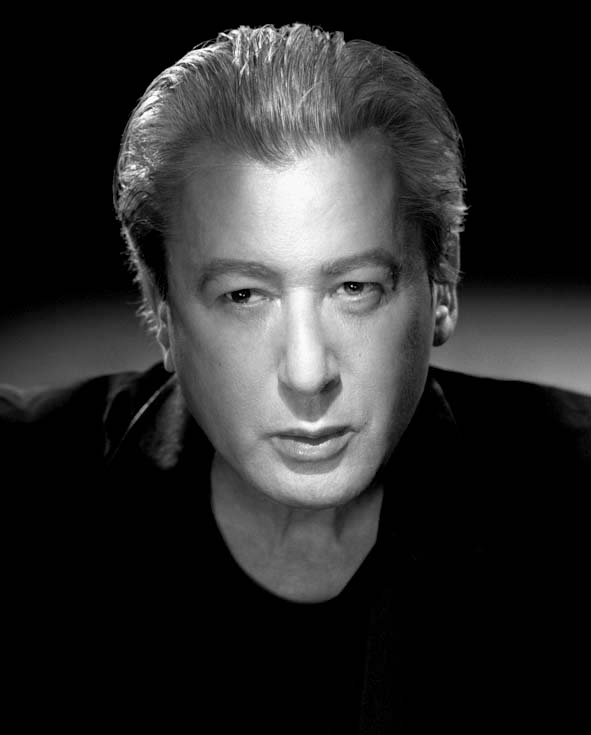
Alain Bashung, artiste masculin de l'année

- Alain Bashung
  - Étienne Daho
  - Johnny Hallyday
  - Pascal Obispo

### Artiste interprète féminine

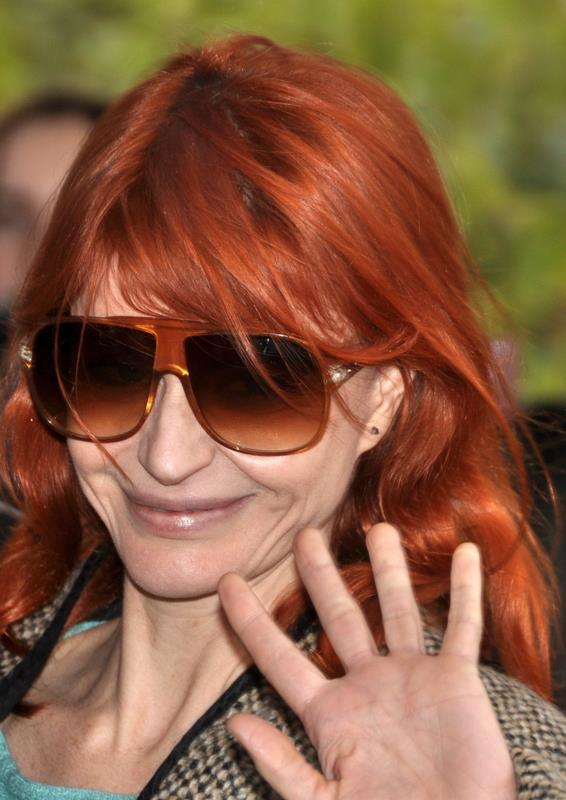
Axelle Red, artiste féminine de l'année

- Axelle Red
  - Céline Dion
  - Lara Fabian
  - Teri Moïse
  - Noa

### Chanson de l'année
- Belle de Notre-Dame de Paris (Garou, Daniel Lavoie, Patrick Fiori)
  - La Nuit je mens d'Alain Bashung
  - La Tribu de Dana de Manau
  - Le premier jour de Étienne Daho
  - Rester femme d'Axelle Red

### Album rock / Pop
- Fantaisie militaire d'Alain Bashung
  - Essence ordinaire de Zebda
  - S'il suffisait d'aimer de Céline Dion
  - Notre-Dame de Paris
  - Made in Love de Zazie

### Groupe ou artiste de l'année
- Louise Attaque
  - IAM
  - Native
  - NTM
  - Zebda

### Groupe ou artiste Révélation

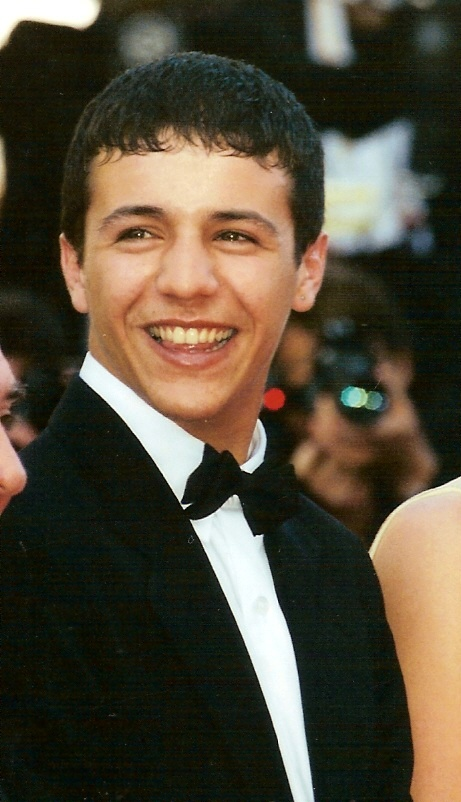
Faudel, révélation de l'année

- Faudel
  - Air
  - Stomy Bugsy
  - -M-
  - Manau

### Album rap/groove
Première année que la cérémonie des victoires de la musique propose une catégorie pour le Rap et la musique urbaine.
Fabrice Bach, président de la Fédération Nationale des Cultures Urbaines est invité pour l'occasion.
- Panique celtique de Manau
  - MC Solaar de MC Solaar
  - Quelques balles de plus pour... le calibre qu'il te faut de Stomy Bugsy
  - Quelques gouttes suffisent... d'Ärsenik
  - Suprême NTM de NTM

### Album techno ou Dance
- Moon Safari d'Air
  - Electrocaïne de Pills
  - La Xe remix de Pierre Henry
  - Paradise de Bob Sinclar
  - Shazz de Shazz

### Album de musiques traditionnelles et musiques du monde
- Clandestino de Manu Chao
  - Diwân de Rachid Taha
  - 1 Douar d'Alan Stivell
  - Leia de I Muvrini
  - Meli Meli de Cheb Mami

### Album de chansons pour enfants
- Emilie Jolie
  - Pantin Pantine -  Conservatoire de Bourgoing-Jallieu / J.L. Trintignant
  - On ne peut pas tout dire -Henri Des
  - Un bon chocolat chaud - Carmen Campagne
  - Fabulettes aux oiseaux - Anne Sylvestre

### Vidéo-clip
- La Nuit je mens » - Alain Bashung
  - Machistador - -M-
  - Ça fait mal et ça fait rien - Zazie
  - Ma Benz - NTM
  - Mon papa à moi est un gangster - Stomy Bugsy

### Compositeur de la bande originale de film
- Taxi Akhenaton / Kheops
  - Gadjo Dilo Tony Gatlif
  - C'est la tangente que je préfère Bernard Lubat
  - La Classe de neige Henri Texier
  - La Cité des anges Gabriel Yared

### Spectacle musical / tournée / concert
- Notre-Dame de Paris
  - Jean-Jacques Goldman
  - Johnny Hallyday
  - Sinclair
  - Zebda

### Record de Spectateurs

Michel Sardou, record de spectateurs

- Michel Sardou pour la tournée et Bercy 1998 (573 000 spectateurs)[2]